# Schiedamse Voetbal Vereniging
El SVV es un equipo de fútbol de los Países Bajos que juega en la Vierde Klasse, la séptima división de fútbol en el país.

## Historia
Fue fundado en el año 1904 en la ciudad de Schiedam con el nombre Excelsior, el cual cambiaron por Voorwarts dos años después y lo cambiaron a su nombre actual luego de ingresar a competir por primera vez en los torneos de fútbol en los Países Bajos. El club era considerado como un club de pueblo debido a que sus jugadores eran residentes de la zona de De Gozen.
En 1948 juega por primera vez en la máxima categoría, y esa misma temporada se convierte en campeón nacional. El equipo fue muy exitoso hasta que el fútbol se volvió profesional en los Países Bajos.
El SVV se convirtió en uno de los equipos fundadores de la Eredivisie, descendiendo de categoría dos años después, y para 1962 ya jugaba en la tercera división. En 1969 regresa a la Eredivisie, aunque descendió tras finalizar la temporada.

### Bancarrota y Fusión
En 1988 el club se declara en bancarrota, pero el vendedor de autos John Van Dijk rescató al equipo, y logra ganar el título de la Eerste Divisie en 1990, pero como su estadio no cumplía con los requerimientos de la liga, se vieron forzados a jugar sus partidos de local en Róterdam. Como el estadio no fue renovado, Van Dijk decidió fusionar al club con el Dordrecht'90 para crear al SVV/Dordrecht'90 y jugar en la Eredivisie, teniendo como sede el estadio de Dordrecht. El club adoptó su nombre actual en 2002.
Luego de la fusión, el SVV continuó activo como un equipo de categoría aficionada, y en 1997 se fusiona con el SMC para crear al SVV/SMC, pero regresaría a su nombre original en 2012.

## Palmarés
- Eredivisie: 1

1949
- Eerste Divisie: 2

1969, 1990
- Dutch Super Cup: 1

1949

## Jugadores

### Jugadores destacados
| - Jan van Schijndel - Frans Steenbergen - Jan Schrumpf | - Arij de Bruijn - Henk Könemann - Rinus Gosens |

## Entrenadores

### Entrenadores destacados
- Arie de Vroet (1957–1959)
- Hans Croon (1959–1964)
- Rinus Gosens (1964–1970, 1972-73)
- Jan Bens (1970–1972)
- Bob Maaskant (1973–1974)
- Leo Halkes (1975–1976)
- Pim Visser (1977–1980)
- Sándor Popovics (1980–1981)
- Bert Jacobs (1981–1982)
- Nol de Ruiter (1982–1983)
- Huib Ruygrok (1983–1984)
- Dick Buitelaar
- Dick Advocaat (1989–1990)